# Саката, Масахиро
Масахиро Саката (род. 25 августа 1962, Исикава) — японский гребец, выступавший за сборную Японии по академической гребле в конце 1980-х — начале 1990-х годов. Серебряный призёр Азиатских игр, участник двух летних Олимпийских игр.

## Биография
Масахиро Саката родился 25 августа 1962 года в префектуре Исикава, Япония.
Дебютировал в академической гребле на взрослом международном уровне в сезоне 1988 года, когда вошёл в основной состав японской национальной сборной и благодаря череде удачных выступлений удостоился права защищать честь страны на летних Олимпийских играх в Сеуле. Стартовал в программе мужских одиночек, но остановился уже на предварительных квалификационных заездах, не сумев отобраться в полуфинальную стадию.
После сеульской Олимпиады Саката остался в составе гребной команды Японии на ещё один олимпийский цикл и продолжил принимать участие в крупнейших международных регатах. Так, в 1990 году он побывал на Азиатских играх в Пекине, откуда привёз награду серебряного достоинства, выигранную в зачёте парных двоек совместно с Тадаси Абэ — в решающем финальном заезде пропустил вперёд только экипаж из Китая.
В 1991 году отметился выступлением на чемпионате мира в Вене, где в парных двойках закрыл двадцатку сильнейших.
Находясь в числе лидеров японской национальной сборной, благополучно прошёл отбор на Олимпийские игры 1992 года в Барселоне — на сей раз участвовал в программе восьмёрок, вышел в утешительный финал C и расположился в итоговом протоколе соревнований на 13 строке.